# Lepidanthrax hyalinipennis
Lepidanthrax hyalinipennis är en tvåvingeart som beskrevs av Cole 1923. Lepidanthrax hyalinipennis ingår i släktet Lepidanthrax och familjen svävflugor. Inga underarter finns listade i Catalogue of Life.